# العلاقات البوتانية السلوفاكية
العلاقات البوتانية السلوفاكية هي العلاقات الثنائية التي تجمع بين بوتان وسلوفاكيا.

## مقارنة بين البلدين
هذه مقارنة عامة ومرجعية للدولتين:
| وجه المقارنة                                              | بوتان          | سلوفاكيا                                                       |
| --------------------------------------------------------- | -------------- | -------------------------------------------------------------- |
| المساحة (كم2)                                             | 38.39 ألف      | 49.03 ألف                                                      |
| عدد السكان (نسمة)                                         | 807.61 ألف     | 5.44 مليون                                                     |
| الكثافة السكانية (ن./كم²)                                 | 21.04          | 110.95                                                         |
| العاصمة                                                   | تيمفو          | براتيسلافا                                                     |
| اللغة الرسمية                                             | لغة دزونكا     | اللغة السلوفاكية                                               |
| العملة                                                    | نغولترم بوتاني | كرونة سلوفاكية، يورو                                           |
| الناتج المحلي الإجمالي (بليون دولار)                      | 2.51 مليار     | 95.77 مليار                                                    |
| الناتج المحلي الإجمالي (تعادل القوة الشرائية) بليون دولار | 6.49 مليار     | 162.34 مليار                                                   |
| الناتج المحلي الإجمالي الاسمي للفرد دولار أمريكي          | 2.66 ألف       | 16.09 ألف                                                      |
| الناتج المحلي الإجمالي للفرد دولار أمريكي                 | 7.82 ألف       | 30.46 ألف                                                      |
| مؤشر التنمية البشرية                                      | 0.605          | 0.844                                                          |
| رمز المكالمات الدولي                                      | +975           | +421                                                           |
| رمز الإنترنت                                              | .bt            | .sk                                                            |
| المنطقة الزمنية                                           | ت ع م+06:00    | توقيت وسط أوروبا، ت ع م+01:00، ت ع م+02:00، أوروبا/براتيسلافا ‏ |

## منظمات دولية مشتركة
يشترك البلدان في عضوية مجموعة من المنظمات الدولية، منها:
| علم المنظمة | اسم المنظمة                        | تاريخ انضمام بوتان | تاريخ انضمام سلوفاكيا |
| ----------- | ---------------------------------- | ------------------ | --------------------- |
|             | مؤسسة التنمية الدولية              | 28 سبتمبر 1981     | 1993                  |
|             | يونسكو                             | 13 أبريل 1982      | 9 فبراير 1993         |
|             | وكالة ضمان الاستثمار متعدد الأطراف | 21 أكتوبر 2014     | 1993                  |
|             | الأمم المتحدة                      | 21 سبتمبر 1971     | 19 يناير 1993         |
|             | الاتحاد البريدي العالمي            | ?                  | ?                     |
|             | البنك الدولي للإنشاء والتعمير      | 28 سبتمبر 1981     | 1993                  |
|             | الاتحاد الدولي للاتصالات           | 15 سبتمبر 1988     | 23 فبراير 1993        |
|             | منظمة حظر الأسلحة الكيميائية       | ?                  | ?                     |
|             | مؤسسة التمويل الدولية              | 1 ديسمبر 2003      | 1993                  |
|             | منظمة الشرطة الجنائية الدولية      | ?                  | ?                     |

## وصلات خارجية
- موقع وزارة الخارجية البوتانية
- موقع وزارة الخارجية السلوفاكية